# マリマール
『マリマール』（原題: Marimar）は、メキシコのテレビドラマ。ラス・エストレージャスで1994年1月31日から8月26日まで放送された。

## 登場人物
マリア・デル・マル「マリマール」ペレス・デ・サンティバニーズ / ベラ・アルダマ
演：タリア
セルヒオ・サンティバニーズ
演：エドゥアルド・カペティーヨ
アンヘリカ・ロペス・デ・サンティバニーズ
演：シャンタル・アンデレ